# Noël Chabanel

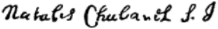
Noël Chabanels Unterschrift unter einem seiner Briefe.

Noël Chabanel S.J., auch Natalis Chabanel (* 2. Februar 1613; † 8. Dezember 1649), war ein jesuitischer Priester und Missionar in Sainte-Marie-au-pays-des-Hurons und einer der acht Kanadischen Märtyrer.

## Leben

### Bildung
Chabanel trat im Alter von siebzehn Jahren in das Noviziat der Jesuiten in Toulouse ein und war Professor für Rhetorik an mehreren Jesuitenkollegs. Er wurde wegen seiner Tugend und Gelehrsamkeit hochgeschätzt. Er wurde 1641 zum Priester geweiht und 1643 zusammen mit Leonard Garreau und Gabriel Druillettes zur Mission nach Neufrankreich geschickt. Obwohl er eine Zeit lang die Algonquin-Sprache studierte, machte er nie große Fortschritte und wurde zur Mission in Sainte-Marie entsendet.

### Mission in Neufrankreich und Tod
Da er einen starken Widerwillen gegen das Leben und die Gewohnheiten der Huronen verspürte, befürchtete er, dass er sich deshalb von seiner Arbeit zurückziehen würde. Dashalb verpflichtete er sich durch ein Gelübde, die Mission nur auf einen Befehl hin zu verlassen. Chabanel wurde geschickt, um Jean de Brébeuf bei der Mission von Saint Louis (in der Nähe des heutigen Victoria Harbour (Kanada)) zu unterstützen, wurde aber im Februar 1649 von Gabriel Lalemant ersetzt. Anschließend sollte er Charles Garnier bei der Missionierung der Petun helfen. Einen Monat später wurden Brébeuf und Lalemant bei einem Überfall der Irokesen auf die Mission St. Louis gefangen genommen und zur nahe gelegenen Mission vor St. Ignace gebracht, wo sie gefoltert und getötet wurden.
Nach dem Tod von Brébeuf und Lalement beschlossen die Jesuiten, Sainte-Marie-au-pays-des-Hurons aufzugeben und die Mission niederzubrennen, anstatt eine Entweihung durch die Irokesen zu riskieren. Anfang Dezember 1649 wurde Chabanel angewiesen, nach St. Joseph Island zu gehen.
Noël Chabanel befand sich 1949 auf dem Rückweg zum Missionshaus Sainte-Marie-au-pays-des-Hurons, als er und die Huronen, die ihn begleiteten, Kriegsgesänge von einigen Irokesen hörten. In der Angst, ihr Dorf sei zerstört worden, kehrten seine Begleiter zurück. Chabanel konnte nicht mit ihnen mithalten, also beschloss er, wie ihm befohlen, zum Missionshauptquartier weiterzureisen. Als er einen Fluss erreichte, den er überqueren musste, wartete er auf Hilfe. Ein Indigener kam vorbei und bot an, ihn in seinem Kanu hinüberzubringen. Auf halbem Weg über den Fluss tötete er Chabanel am 8. Dezember 1649, raubte ihn aus und warf seinen Körper in den Fluss.

### Motiv für seinen Mord
Man vermutete schon bald den Mörder Chabanels als einen christlicher Apostat der Huronen. In den Jesuitenberichten von 1650 wird von Chabanels Tod berichtet, es wird jedoch kein Motiv für die Ermordung angegeben. Erst im Manuscrit de 1652 ist Pater Ragueneau, der Ordensprovinzial, besser informiert: Er nimmt das Geständnis des Mörders Louis Honarreennha zur Kenntnis, der aussagte, er habe Chabanel wegen seines Hasses auf den Glauben getötet.

## Verehrung
Noël Chabanel wurde am 21. Juni 1925 selig- und am 29. Juni 1930 von Papst Pius XI. heiliggesprochen.